# 西田昭二
西田 昭二（にしだ しょうじ、1969年5月1日 - ）は、日本の政治家。自由民主党所属の衆議院議員（3期）。自由民主党副幹事長。
七尾市議会議員（2期）、石川県議会議員（3期）、国土交通大臣政務官兼復興大臣政務官兼内閣府大臣政務官、総務大臣政務官を歴任した。

## 経歴
石川県七尾市石崎町生まれ（現住所も同じ）。石川県立七尾商業高等学校卒業。1992年3月、愛知学院大学商学部卒業。同年、旧石川2区選出の衆議院議員・瓦力の秘書となる。
2001年10月、七尾市議会議員選挙に初当選（3期）。
2007年4月、七尾市議会議員辞職後、石川県議会議員選挙に立候補し、初当選（3期）。2015年5月、石川県議会副議長（第108代）に就任。
2017年10月22日の第48回衆議院議員総選挙に石川3区より立候補し、希望の党公認の近藤和也ら2候補を破り、初当選（近藤和也は比例復活で当選）。2018年1月、岸田派に入会。
2021年10月31日の第49回衆議院議員総選挙で立憲民主党公認の近藤和也ら2候補を破り、再選（近藤は比例復活で当選）。
2024年9月27日に行われた自民党総裁選挙において林芳正の推薦人に名を連ねた。
同年10月15日、第50回衆議院議員総選挙が公示され、西田、近藤、日本共産党公認の南章治の3人が立候補した。10月17日に読売新聞が序盤情勢を発表。「近藤と西田による横一線の戦い」と報じた。自民党は裏金問題や統一教会問題、10月23日に発覚した非公認候補への2000万円支給問題でなどで逆風が吹き荒れた。また、選挙区内で発生した能登半島地震及び能登半島豪雨への対応でも批判を受けた。10月27日、総選挙執行。投票締め切りの20時からほどなくNHKは近藤の当選確実を報じた。自民党は比例北陸信越ブロックで4議席を獲得。単独1位に登載された国定勇人を除く3議席のうち、3番目の惜敗率だった西田が比例復活で3期目の当選を果たした。

## 政策・主張

### 憲法
- 憲法改正について、2017年、2021年、2024年のアンケートで「賛成」と回答[19][20][21]。

- 改正すべき項目として、「集団的自衛権の保持を明記する」「各都道府県から必ず1人は参議院議員を選出するよう明記する」「緊急事態に関する条項を新設する」と主張[20]。

- 憲法を改正し緊急事態条項を設けることについて、2021年の毎日新聞社のアンケートで「賛成」と回答[22]。

### 外交・安全保障
- 安全保障関連法の成立について、2017年のアンケートで「評価する」と回答[19]。

- 「他国からの攻撃が予想される場合には敵基地攻撃もためらうべきではない」との問題提起に対し、2021年のアンケートで「どちらかと言えば賛成」と回答[20]。

- 「北朝鮮に対しては対話よりも圧力を優先すべきだ」との問題提起に対し、2017年のアンケートで「賛成」と回答[19]。2021年のアンケートで「どちらとも言えない」と回答[20]。

- 普天間基地の辺野古移設について、2021年のアンケートで「どちらかと言えば賛成」と回答[20]。

- 徴用工訴訟などの歴史問題をめぐる日韓の関係悪化についてどう考えるかとの問いに対し、2021年の毎日新聞社のアンケートで「より強い態度で臨む」と回答[22]。

- 「非核三原則を堅持すべきだ」との問題提起に対し、2017年のアンケートで「賛成」と回答[19]。2021年のアンケートで「どちらかと言えば賛成」と回答[20]。

### ジェンダー
- 選択的夫婦別姓制度の導入についての各メディアのアンケートの結果は以下のとおり。
  - 2017年 - 朝日新聞社には「どちらかといえば反対」と回答[19]。
  - 2021年 - 朝日新聞社には「どちらとも言えない」と回答[20]。
  - 2024年 - NHKには回答しなかった[21]。

- 同性婚を可能とする法改正についての各メディアのアンケートの結果は以下のとおり。
  - 2017年 - 朝日新聞社には「どちらとも言えない」と回答[19]。
  - 2021年 - 朝日新聞社には「どちらとも言えない」と回答[20]。NHKには回答しなかった[23]。「同性婚を制度として認めるべきだと考るか」との毎日新聞社のアンケートに対し、選択肢以外の回答をした[22]。
  - 2024年 - NHKには回答しなかった[21]。

- 「LGBTなど性的少数者をめぐる理解増進法案を早期に成立させるべきか」との問題提起に対し、2021年のアンケートで「どちらとも言えない」と回答[20]。

- クオータ制の導入について、2021年、2024年のNHKのアンケートで回答しなかった[23][21]。

### その他
- アベノミクスについて、2017年のアンケートで「評価する」と回答[19]。

- 安倍内閣による森友学園問題・加計学園問題への対応について、2017年のアンケートで「評価する」と回答[19]。

- 森友学園への国有地売却をめぐる公文書改竄問題で、2021年5月6日、国は「赤木ファイル」の存在を初めて認めた[24]。しかし5月13日、菅義偉首相はファイルの存在を踏まえた再調査を行わない考えを報道各社に書面で示した[25]。9月の自民党総裁選挙で総裁に選出された岸田文雄も10月11日、衆議院本会議の代表質問で再調査の実施を否定した[26]。国の対応をどう考えるかとの同年の毎日新聞社のアンケートに対し、選択肢以外の回答をした[22]。

- 「『道徳』を小中学校の授業で教え、子供を評価することに賛成か、反対か」との問いに対し、2014年の毎日新聞社のアンケートで「賛成」と回答[27]。

- 消費増税の先送りを評価する[19]。

- 共謀罪法を評価する[19]。

- 幼稚園・保育所から大学まで教育を無償化すべきだ[19]。

- 複数の子どもが揃っているのが家族の基本形だ[19]。

- 消費税増収分は幼児教育の無償化や高等教育の負担軽減に使うべきだ[19]。

## 政治資金問題
- 県議時代の2016年、家族同伴で有馬温泉などを訪問した際の車の交通費や自身の宿泊費を温泉街の視察名目で政務活動費から支出していたことが報道されたが、公の場での説明は行わなかった[28]。また、2015年にも同様にUSJへ家族同伴の視察を行っていることが判明した[29][30]。
- 2024年1月14日、西田が代表を務める「自民党石川県第3選挙区支部」が、2021年の衆院選の解散から投開票日の間に、国と取引がある地元の建設会社2社から計200万円の寄付を受けていたことが分かった。公職選挙法は国と契約を結ぶ当事者が国政選挙に関連して寄付することを禁じている。西田の事務所は取材に「政党支部の政治活動の支援として寄付してもらった。法律に抵触する寄付とは考えていない」と回答し、「道義的見地から返金する」とした[31]。

## 役職
公式サイトに拠る。

### 衆議院
- 衆議院内閣委員会委員
- 衆議院農林水産委員会委員
- 原子力問題調査特別委員会委員
- 消費者問題に関する特別委員会委員
- 科学技術・イノベーション推進特別委員会委員
- 衆議院国土審議会豪雪地帯対策分科会特別委員

### 自民党
- 国土交通副部会長
- 農林部会副部会長
- 水産部会副部会長
- 農林水産関係団体副委員長
- 国土・建設関係団体副委員長
- 女性局次長
- 広報本部新聞出版局次長
- 国会対策副委員長

## 所属団体・議員連盟
- 自民党たばこ議員連盟[32]
- 大相撲の発展を求める議員連盟
- 並行在来線対策議員連盟
- 自民党競馬推進議員連盟
- 神道政治連盟国会議員懇談会
- みんなで靖国神社に参拝する国会議員の会
- 遺家族議員協議会
- 原子力問題調査特別委員会
- 官公庁営繕を考える議員連盟
- 自民党賃貸住宅対策議員連盟
- 物流倉庫信仰推進議員連盟
- 自由民主党電力安定供給推進議員連盟
- 自由民主党卸売市場議員連盟
- 治水議員連盟
- 下水道事業促進議員連盟
- 自由民主党水道事業促進議員連盟
- 砂防事業促進議員連盟
- 自由民主党バス議員連盟
- 鉄道議員連盟
- トラック輸送振興議員連盟
- 自衛官支援議員連盟
- 海洋保全議員連盟
- 海上保安議員連盟
- 日本海沿岸地帯振興促進議員連盟
- 港湾議員連盟
- 海事振興議員連盟
- 自由民主党農村基盤整備議員連盟
- 自由民主党農民の健康を創る会
- 配置薬議員連盟
- 栄養士議員連盟
- 社会福祉推進議員連盟
- 自由民主党看護問題対策議員連盟
- 自由民主党統合医療推進議員連盟
- 医療政策研究会
- 森林整備・治山事業促進議員連盟
- 都市公園緑地等整備促進議員連盟
- 自由民主党畜産振興議員連盟
- 自民党・伝統産業振興議員連盟
- 「あなたの街にも国宝を」議連
- 史跡保全議員連盟
- 自由民主党観光産業振興議員連盟

## 選挙歴
| 当落 | 選挙                       | 執行日         | 年齢 | 選挙区       | 政党       | 得票数    | 得票率 | 定数 | 得票順位 /候補者数 | 政党内比例順位 /政党当選者数 |
| ---- | -------------------------- | -------------- | ---- | ------------ | ---------- | --------- | ------ | ---- | ------------------ | ---------------------------- |
| 当   | 2001年旧七尾市議会議員選挙 | 2001年10月     | 32   | ーー         | ーー       |           | ーー   |      | /                  | /                            |
| 当   | 2004年七尾市議会議員選挙   | 2004年10月     | 35   | ーー         | ーー       | 1万1118票 | ーー   | 7    | 3/10               | /                            |
| 当   | 2005年七尾市議会議員選挙   | 2005年10月23日 | 36   | ーー         | 自由民主党 | 1135票    | ーー   | 21   | 16/24              | /                            |
| 当   | 2007年石川県議会議員選挙   | 2007年4月8日   | 37   | 七尾市選挙区 | 自由民主党 | 9614票    | ーー   | 3    | 2/4                | /                            |
| 当   | 2011年石川県議会議員選挙   | 2011年4月10日  | 41   | 七尾市選挙区 | 自由民主党 | 1万1693票 | ーー   | 2    | 1/3                | /                            |
| 当   | 2015年石川県議会議員選挙   | 2015年4月12日  | 45   | 七尾市選挙区 | 自由民主党 | ーー票    | ーー   | 2    | /2                 | /                            |
| 当   | 第48回衆議院議員総選挙     | 2017年10月22日 | 48   | 石川県第3区  | 自由民主党 | 8万416票  | 49.05% | 1    | 1/3                | /                            |
| 当   | 第49回衆議院議員総選挙     | 2021年10月31日 | 52   | 石川県第3区  | 自由民主党 | 8万692票  | 50.74% | 1    | 1/3                | /                            |
| 比当 | 第50回衆議院議員総選挙     | 2024年10月27日 | 55   | 石川県第3区  | 自由民主党 | 6万1308票 | 43.18% | 1    | 2/3                | 4/4                          |